# Kirgisistan ved sommer-OL 2020
Kirgisistan deltog under Sommer-OL 2020 i Tokyo, som blev afviklet i perioden 23. juli til 8. august 2021.

## Medaljer
| 2020 Tokyo  | Guld | Sølv | Bronze | Total |
| Kirgisistan | 0    | 2    | 1      | 3     |

### Medaljevinderne
| Kirgisistan under sommer-OL 2020 i Tokyo | Kirgisistan under sommer-OL 2020 i Tokyo | Kirgisistan under sommer-OL 2020 i Tokyo | Kirgisistan under sommer-OL 2020 i Tokyo | Kirgisistan under sommer-OL 2020 i Tokyo |
| Medalje                                  | Navn                                     | Sport                                    | Event                                    | Dato                                     |
| ---------------------------------------- | ---------------------------------------- | ---------------------------------------- | ---------------------------------------- | ---------------------------------------- |
| Sølv                                     | Akzhol Makhmudov                         | Brydning                                 | 77 kg græsk-romersk stil                 | 3. august                                |
| Sølv                                     | Aisuluu Tynybekova                       | Brydning                                 | Damernes 62 kg fristil                   | 4. august                                |
| Bronze                                   | Meerim Zhumanazarova                     | Brydning                                 | Damernes 68 kg fristil                   | 3. august                                |